# 8EIGHT8
『8EIGHT8』（エイト）は、2011年10月12日に発売された木村カエラのメジャー6枚目のオリジナル・アルバムである。

## 解説
前作から2年4ヶ月ぶりのアルバム。出産後初のアルバムでもある。
オリコンで初登場第1位を獲得して、その後10/24付オリコン週間アルバムランキングで発売初週で4.3万枚を売り上げて週間1位を獲得した。
今作は全楽曲渡邊忍（ASPARAGUS）がプロデュースを担当していて、バンドメンバーだけでアルバムを作りたかったという。木村カエラはいろいろな人に曲を作ってもらうのも良いが、同じ人が作ることでライブのときに違う広がりが見えるため、ライブのことを考えて作ったと言っている。

## 収録曲
| 全作曲: 渡邊忍。 |                                         |               |            |      |
| #                | タイトル                                | 作詞          | 作曲・編曲 | 時間 |
| 1.               | 「Make my day!」                        | kaela         | 渡邊忍     | 3:07 |
| 2.               | 「KEKKO」                               | kaela         | 渡邊忍     | 2:46 |
| 3.               | 「8EIGHT8」                             | kaela＆渡邊忍 | 渡邊忍     | 5:00 |
| 4.               | 「Ring a Ding Dong」                    | kaela＆渡邊忍 | 渡邊忍     | 3:25 |
| 5.               | 「うたうらら」                          | kaela         | 渡邊忍     | 3:33 |
| 6.               | 「lollipop」                            | kaela         | 渡邊忍     | 3:58 |
| 7.               | 「ホシノタネ」                          | kaela         | 渡邊忍     | 3:40 |
| 8.               | 「Moon Light」                          | kaela＆渡邊忍 | 渡邊忍     | 4:24 |
| 9.               | 「喜怒哀楽 plus 愛」                    | kaela         | 渡邊忍     | 3:35 |
| 10.              | 「deep beep」                           | kaela＆渡邊忍 | 渡邊忍     | 3:07 |
| 11.              | 「A winter fairy is melting a snowman」 | kaela＆渡邊忍 | 渡邊忍     | 5:32 |
| 12.              | 「orange」                              | kaela＆渡邊忍 | 渡邊忍     | 4:56 |
| 13.              | 「チョコレート」                        | kaela         | 渡邊忍     | 4:35 |

| #  | タイトル                                                      | 作詞 | 作曲・編曲 | 監督                       |
| -- | ------------------------------------------------------------- | ---- | ---------- | -------------------------- |
| 1. | 「Ring a Ding Dong」(ミュージック・ビデオ)                    |      |            | 中村剛                     |
| 2. | 「A winter fairy is melting a snowman」(ミュージック・ビデオ) |      |            | 中村剛+tamdem+nicographics |
| 3. | 「喜怒哀楽 plus 愛」(ミュージック・ビデオ)                    |      |            | 中村剛                     |
| 4. | 「ALBUM「8EIGHT8」recording movie」                           |      |            | 菅井高志                   |

## 参加ミュージシャン
- 木村カエラ：Vocals, Claps
- 渡邊忍：Produce, Acoustic Guitars, Electric Guitars, Programming, Chorus, Claps
- 4106：Bass, Claps
- 柏倉隆史：Drums, Tambourine, Claps
- 中村圭作：Keyboards
- 會田茂一：(Air)Guitar

## タイアップ
- カネボウ「KATE」CMソング（M-1, 2, 3, 5, 8, 9, 10）

M-8は、CMでは「Sea」というタイトルだった。
M-1, 2, 3は、アルバムリリース後に起用された。
- NTTドコモCMソング（M-4, 11）
- NEC「LaVie L」CMソング（M-6）
- 映画「チェブラーシカ」主題歌（M-12）
- テレビ神奈川『saku saku』 2011年10月度エンディングテーマ（M-13）